# Paralogisme
Un paralogisme (du grec paralogismos) est un raisonnement faux qui apparaît comme valide, notamment à son auteur, lequel est de bonne foi, contrairement au sophisme qui est un argument fallacieux destiné à tromper.
Aristote distingue treize types de paralogismes dans son traité Réfutations sophistiques. Dans la Critique de la raison pure, Kant identifie les paralogismes comme étant des illusions de la raison.
On peut distinguer deux types de paralogismes : les paralogismes formels et les paralogismes informels. Le paralogisme formel est un syllogisme erroné.
La traduction en français du terme anglais fallacy pose question car bien que pouvant être traduit par sophisme, le terme englobe aussi le paralogisme, lequel est involontaire.

## Paralogismes formels
En mésusant de la structure générale du syllogisme, on peut former les paralogismes formels décrits dans cette section.
Un syllogisme peut se résumer de la manière suivante :
1. On a une loi générale (première prémisse) : « si l'énoncé A est vrai, alors l'énoncé B l'est aussi », que l'on peut encore écrire « A implique B » ou bien en écriture mathématique « A ⇒ B » ;
2. On a un cas particulier (deuxième prémisse) : « l'énoncé C est de type A », ou encore « A est vérifié lorsque je dis C », c'est-à-dire que « C implique A » ou en écriture mathématique « C ⇒ A » ;
3. On en déduit (conclusion) que « B est donc vrai dans le cas de C », « C implique B », « C ⇒ B ».

En logique formelle, il s'agit simplement de la transitivité de la relation d'implication :
si C ⇒ A  et A ⇒ B, alors C ⇒ B (conclusion).
(On a ici inversé l'ordre de la 1re et de la 2e prémisse.) Un paralogisme formel est donc un paralogisme qui rompt avec la logique formelle.
Exemple d'un syllogisme célèbre :
1. Tous les hommes sont mortels. (Première prémisse, A = « homme », B = « mortel ».)
2. Socrate est un homme. (Deuxième prémisse, C = « Socrate ».)
3. Donc Socrate est mortel. (Conclusion.)

### Affirmation du conséquent
L'affirmation du conséquent consiste à conclure qu'un cas particulier (ou ici la catégorie âne) fait partie d'une catégorie générale (ici humain) du seul fait qu'ils partagent une propriété (ici mortel) :
1. Tous les humains sont mortels. (A ⇒ B)
2. Un âne est mortel. (C ⇒ B)
3. Donc un âne est un humain. (C ⇒ A)

La deuxième prémisse est vraie, mais on ne peut pas en tirer la conclusion (il aurait fallu « Tous les mortels sont des humains » soit B ⇒ A et non pas A ⇒ B).

### Négation de l'antécédent
La négation de l'antécédent consiste à nier une propriété particulière (mortel) pour un cas particulier (ou ici la catégorie âne) sous prétexte qu'il n'appartient pas à une catégorie générale (humain) qui possède cette propriété.
1. Tous les humains sont mortels. (A ⇒ B)
2. Un âne n'est pas un humain. (C ⇒ non A)
3. Donc un âne est immortel. (C ⇒ non B)

Ici encore, la deuxième prémisse est vraie, mais on ne peut pas en tirer la conclusion. On ne peut tirer une conclusion que de la négation du conséquent, raisonnement dit par contraposition (ou modus tollens) : seul le raisonnement « si A ⇒ B, alors non B ⇒ non A » est correct. Voici un exemple de contraposition correcte : 
1. Tous les humains sont mortels. (A ⇒ B)
2. Un caillou n'est pas mortel. (C ⇒ non B)
3. Donc un caillou n'est pas un humain. (C ⇒ non A)

### Incohérence
L'argumentation contient une contradiction. Cela signifie nécessairement qu'une erreur a été commise, reste à savoir laquelle. Par exemple :
1. Je ne suis pas dans le même wagon qu'Albert.
2. Albert n'est pas dans le même wagon que Bernard.
3. Donc je ne suis pas dans le même wagon que Bernard.

Ici, on n'utilise pas une implication, la relation « n'est pas dans le même wagon que » n'est pas transitive et ne peut être substituée à l'implication.

### Syllogisme en tant que paralogisme
John Stuart Mill montre dans A System of Logic que le syllogisme classique est lui-même un paralogisme : aucune vérité particulière ne peut être inférée de principe généraux puisque c'est au contraire l'ensemble des premières qui doivent être démontrées pour garantir la validité des secondes :

« [...] it is unanswerably urged by the adversaries of the syllogistic theory, that the proposition, Socrates is mortal, is presupposed in the more general assumption, All men are mortal; that we cannot be assured of the mortality of all men, unless we are already certain of the mortality of every individual man; that if it be still doubtful whether Socrates, or any other individual we choose to name, be mortal or not, the same degree of uncertainty must hang over the assertion, All men are mortal; that the general principle, instead of being given as evidence of the particular case, cannot itself be taken for true without exception, until every shadow of doubt which could affect any case comprised with it, is dispelled by evidence aliundè; and then what remains for the syllogism to prove? That, in short, no reasoning from generals to particulars can, as such, prove any thing: since from a general principle we can not infer any particulars, but those which the principle itself assumes as known. »

— John Stuart Mill, A System of Logic (1843)

« [...] il est irréfutablement avancé par les adversaires du syllogisme que la proposition, Socrate est mortel, est présupposée dans l'hypothèse plus générale Tous les hommes sont mortels ; que nous ne pouvons être assurés de la mortalité de tous les hommes, à moins d'être déjà certains de la mortalité de chaque homme individuel ; que s'il reste douteux si Socrate, ou tout homme que nous souhaitons citer, est mortel ou non, le même degré d'incertitude doit peser sur l'affirmation Tous les hommes sont mortels ; que le principe général, au lieu d'être donné comme preuve du cas particulier, ne peut lui-même être tenu pour vrai sans exception, avant que toute ombre de doute qui pourrait affecter quelque cas qu'il inclue ne soit dissoute depuis une autre source [aliunde] ; et alors que reste-t-il à prouver au syllogisme ? Que, en bref, aucun raisonnement du général vers le particulier ne peut, en soi, prouver quoi que ce soit : puisque depuis un principe général nous ne pouvons inférer aucun [cas] particulier, sinon ceux que le principe lui-même présuppose connus. »

Mill nous dit ici que, lorsque nous prétendons avec un syllogisme parler de la réalité (ou de toute situation concrète), alors le principe général posé comme point de départ du raisonnement repose en fait lui-même sur une autre affirmation à propos de chaque cas particulier concerné :
1. Nous avons constaté pour chaque homme qu'il est mortel, autrement dit :
2. Tout homme est mortel.
3. Socrate est un homme.
4. Donc, Socrate est mortel.

Mais la conclusion (4) ne dit rien que nous n'ayons pas déjà constaté (1). On ne peut donc pas raisonner du général au particulier ; en réalité, on ne peut que faire l'inverse : généraliser des cas particuliers, autrement dit procéder par induction (un schéma de raisonnement lui-même toujours incertain).
En revanche dans une pure abstraction, c'est-à-dire hors de toute prétention à parler de la réalité, le schéma « Tout C est P ; C1 est un C ; donc C1 est P » reste évidemment valide (C est une catégorie, P une propriété). Cela provient du fait que là, dans l'abstrait, nous décidons nous-mêmes du principe Tout C est P : nous inventons un mini-système abstrait dans lequel, par principe, nous décidons que tout C est P, dans lequel Tout C est P est une vérité. En revanche, dans la réalité, il n'y a pas de vérité générale abstraite, décidée par quiconque, mais des faits réels ou non qui se manifestent eux-mêmes et donc s'imposent à l'observateur qui souhaite penser correctement.

## Paralogismes informels
Les paralogismes informels sont des paralogismes faisant intervenir non pas une erreur de raisonnement formel, mais une propriété du langage (polysémie par exemple), la manière dont on invoque un fait (analogie, métaphore, métonymie…).
Ci-dessous une liste non exhaustive de paralogismes informels (pour partie tiré de Baillargeon op. cité)
- le faux dilemme ;
- la généralisation hâtive ;
- la fausse piste (qu'il nomme le « hareng fumé », en raison d'une technique utilisée pour semer les chiens de recherche) ;
- l'attaque personnelle, ou argumentum ad hominem, voire argumentum ad personam ; en font partie le déshonneur par association et le reductio ad Hitlerum ;
- l'argument d'autorité (paroles d'« experts ») ;
- la pétition de principe (petitio principii) ;
- la confusion entre corrélation et relation de cause à effet (Cum hoc ergo propter hoc) ;
- la confusion entre succession et relation de cause à effet (Post hoc ergo propter hoc, Non causa pro causa);
- l'appel au peuple, la « loi du nombre », ou argumentum ad populum (ainsi que l'appel aux proverbes et à la « sagesse populaire ») ;
- les paralogismes de composition et de division (attribuer une propriété du tout à la partie, ou de la partie au tout) ;
- l'appel à l'ignorance (argumentum ad ignorantiam) (affirmer qu'une proposition est nécessairement vraie parce que rien ne prouve qu'elle est fausse, ou à l'inverse qu'elle est fausse parce que rien ne prouve qu'elle est vraie) ;
- la pente glissante ;
- la diversion, ou écran de fumée ;
- l'utilisation d'une caricature de l'argument que l'on veut contrer, ou « épouvantail rhétorique » ;
- Deux faux font un vrai ;
- l'appel à la pitié (argumentum ad misericordiam) ;
- la menace, l’appel à la terreur ;
- la fausse analogie ;
- la suppression de données pertinentes (mensonge par omission) ;
- l'enthymème, la prémisse cachée ; par exemple : « les accords de désarmement avec l'Iran sont dangereux car l'Iran n'aurait jamais signé un accord qui lui soit défavorable », la prémisse cachée ici est : « un accord est toujours gagnant(e)-perdant(e) » or cette prémisse est fausse, un accord peut satisfaire deux parties et être gagnant-gagnant (car si cette prémisse cachée était vraie, aucun contrat ne serait possible).
- l'affirmation selon laquelle il est impossible de prouver une proposition négative ou l'inexistence d'une entité. Certains sceptiques, zététiciens, philosophes ou scientifiques affirment ce point. Mais ce raisonnement est faux pour plusieurs raisons. Premièrement, l'affirmation elle-même est négative et la logique formelle a des principes qui sont justement des propositions négatives (principe de non-contradiction par exemple). Pour ce qui est de l'inexistence d'une chose, bien que l'absence de preuve d'existence n'est pas une preuve d'inexistence en soi, l'affirmation n'est pas tout à fait vraie. En mathématiques, il est possible de prouver l'inexistence de nombreuses entités mathématiques, par exemple, du plus grand nombre premier[5]. Il n'y a qu'en mathématiques et en logique que l'on prouve au sens absolu, c’est-à-dire par déduction à l’aide de raisonnements valides faits dans le cadre d’une axiomatique. Dans toutes les autres sciences, on prouve par induction, de manière probable. Donc, on ne peut évidemment pas prouver au sens strict par exemple, que le Père Noël n'existe pas mais on peut prouver son inexistence scientifiquement à la manière des sciences empiriques, notamment par l'impossibilité logique qu'il apporte des cadeaux à tous les enfants sages du monde en une nuit. Le philosophe Steven D. Hales affirme notamment que l'induction, non seulement ne donnera pas de certitude au niveau des déclarations négatives, mais aussi pour celles qui sont positives[6].

La distinction entre paralogisme et raisonnement légitime est parfois difficile à faire :
- dans le cadre d'un procès, on s'intéressera au témoin, à sa capacité de perception de mémorisation, à son état (était-il fatigué ? sous l'emprise d'un médicament, de l'alcool, d'une drogue ? a-t-il une bonne vue, une bonne ouïe ?…), sans que cela soit un argumentum ad hominem ;
- le principe de précaution est un paralogisme de la pente glissante, mais qui est parfois légitime (on prend une décision prudente faute d'information suffisante).

## Autre acception
Le paralogisme peut aussi être défini par une capacité à agir parallèlement à la logique, nécessitant une manifestation de raisonnement logique, mais tout de moins sans être une conclusion logique pour autant. Ce qui aurait été une conclusion due à une cause logique. Le paralogisme est donc une capacité de réflexion hors des limites de la logique, aussi défini par « parallèle à la logique ». Exemple : « choisir un chemin au hasard ».